# آلدوسترون
مینرالوکورتیکوئیدها (به انگلیسی: mineralocorticoid) به گروهی از استروئیدها (مانند آلدوسترون (۲۱ کربنه)) گفته می‌شود که در بخش قشری غده فوق کلیوی ساخته می‌شوند. استروئیدها ترکیبات چربی با چهار حلقه کربنی هستند. آلدوسترون مهم‌ترین مینرالوکورتیکوئید بدن است. تفاوت اصلی مینرالوکورتیکوئیدها با سایر کورتیکواستروئیدها در رسپتورهای اختصاصیشان و تأثیراتشان بر بدن است.
میزان ترشح آلدوسترون در شبانه روز ۱۵۰ میکروگرم است.

## عملکرد
مهمترین عمل آلدوسترون افزایش بازجذب سدیم و ترشح پتاسیم و یون هیدروژن در کلیه است که موجب احتباس آب و سدیم می‌شود. اسپیرونولاکتون با بلوک کردن گیرنده‌های آلدوسترون نوعی داروی ادرارآور است که موجب کاهش فشار خون می‌شود (البته خاصیت ضد آندوژنتیک هم دارد).
اپلرنون نیز کاهش دهندهٔ اثر آلدوسترون است.
به‌طور خلاصه آلدوسترون دارای اثرات زیر می‌باشد:
1. کاهش دفع سدیم از ادرار
2. افزایش دفع پتاسیم و یون هیدروژن در ادرار
3. افزایش جذب آب در کلیه و جلوگیری از هدر رفتن آب بدن

## نگارخانه

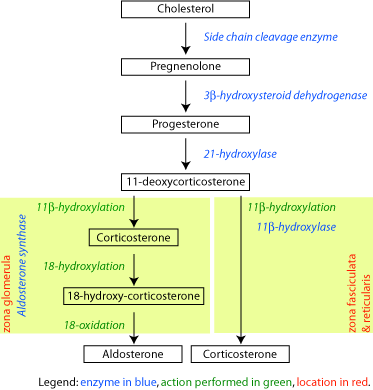